# Бароніссі
Бароніссі (італ. Baronissi) — муніципалітет в Італії, у регіоні Кампанія, провінція Салерно.
Бароніссі розташоване на відстані близько 230 км на південний схід від Рима, 50 км на схід від Неаполя, 8 км на північ від Салерно.
Населення — 16 962 особи (2014).

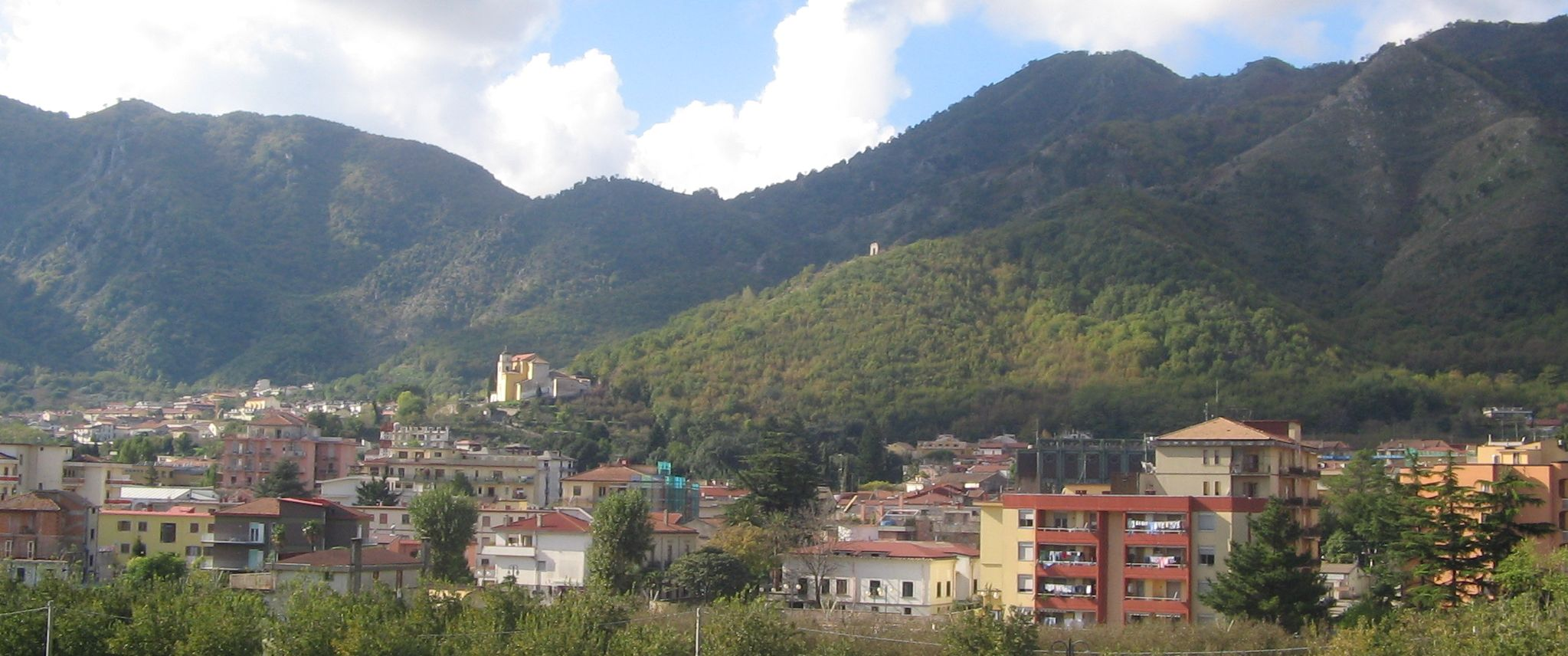

Щорічний фестиваль відбувається 4 жовтня. Покровитель — San Francesco.

## Демографія
Населення за роками:

Станом на 1 січня 2023 року в муніципалітеті офіційно проживало 606 іноземців з 52 країн, серед них 147 громадян країн Євросоюзу та 166 громадян України.

## Сусідні муніципалітети
- Кастільйоне-дель-Дженовезі
- Кава-де'-Тіррені
- Фішіано
- Меркато-Сан-Северино
- Пеллеццано
- Салерно